# Candan Erçetin
Candan Erçetin, född 10 februari 1963 i Kırklareli, är en turkisk sångare. Hon är en av Turkiets mest kända sångare och skådespelare.

## Diskografi
- Hazırım - 1995
- Sevdim Sevilmedim - 1996
- Çapkın - 1997
- Oyalama Artık - 1998
- Elbette - 1999
- Unut Sevme - 2001
- Neden - 2002
- Chante Hier Pour Aujourd'hui - 2002
- Remix - 2003
- Melek - 2004
- Remix'5 - 2005
- Aman Doktor - 2005
- Ben Kimim - 2009
- Kırık Kalpler Durağında - 2009